# Wolfgang Muchow

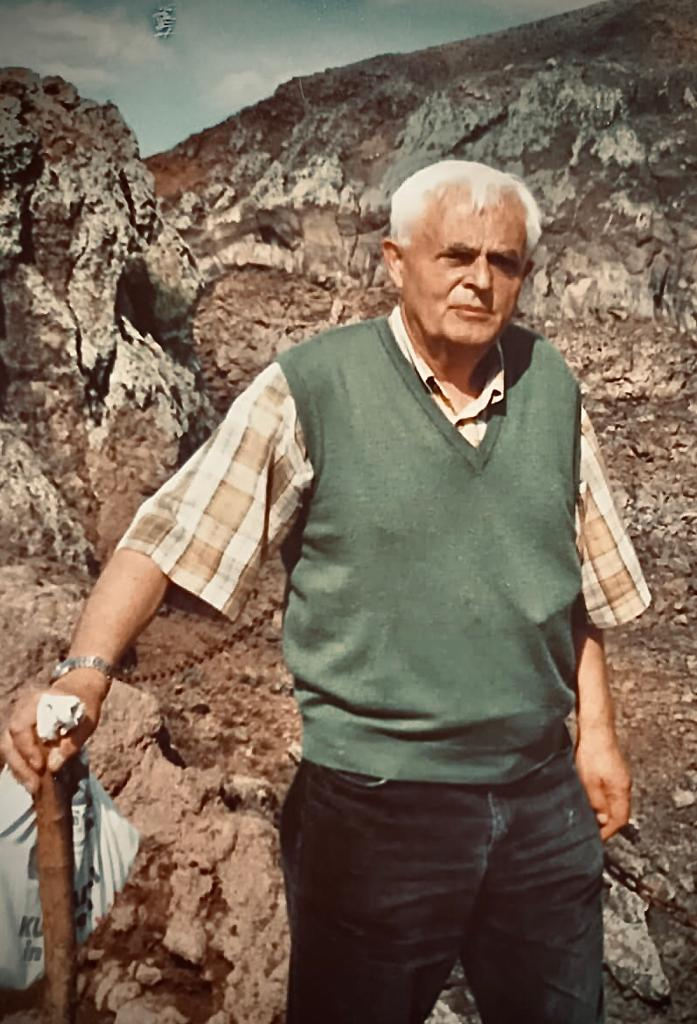
Wolfgang Muchow

Wolfgang Muchow (* 29. März 1933 in Rostock; † 25. Oktober 2002 in Schwerin, beigesetzt in Plau am See) war ein deutscher Maler, Zeichner und Kunsterzieher.

## Leben
Muchow verbrachte die Kindheit und Jugend ab 1936 in Grevesmühlen, Dargun, Güstrow und Herzfeld. 1939 eingeschult, besuchte er ab 1947 die Oberschule Parchim. 1951 bestand er die Abiturprüfung. Schon als Kind vom Zeichnen und Malen angezogen, hatte er es schwer, die einfachsten Mal- und Zeichenutensilien zu beschaffen. Auf Anraten der Eltern, Lehrer und Freunde wurde er Lehrer. Er kam an die Grundschulen in Dobbertin, Goldberg und Plau. Berufsbegleitend betrieb er ab 1954 ein Fernstudium der Kunsterziehung in Erfurt. Danach wirkte er fast 40 Jahre als Künstler und Kunsterzieher in Plau und Lübz. Besonders in Plau arbeitete er mit großem Erfolg im Kinderheim für schwer erziehbare Kinder und Jugendliche. Von 1976 bis 1986 war er Mitglied einer Förderklasse Malerei unter der Leitung der Schweriner Malerin und Bildhauerin Christine Stäps. 1982 erhielt er den Fritz-Reuter-Kunstpreis des Rates des Bezirkes Schwerin. Von 1962 bis 1985 leitete er einen Mal- und Zeichenzirkel, später einen Keramikzirkel im Kulturhaus Plau.
Verheiratet war er ab 1957 mit Brigitte Sala, Tochter des Plauer Zahnarztes Martin Sala. Der Ehe entstammen zwei Söhne und zwei Töchter. Mit seiner Frau bereiste er Norwegen, Österreich, Italien (Sizilien), Griechenland, Frankreich und Russland. Künstlerische Impulse schlugen sich in Fotografien und Tagebüchern nieder. Mit 69 Jahren erlag er in den Helios Kliniken Schwerin einer akuten myeloischen Leukämie, die im Januar 2002 erkannt worden war.

### Werk
Er beherrschte viele Maltechniken wie Zeichnung, Pastellmalerei, Gouache, Batik, Öl, den Linolschnitt, die keramische Kleinplastik und besonders das Aquarell. Als Motive findet man in seinen Werken Landschaften, Stillleben, Porträts, Natur- und Tierstudien, Menschen und Studienköpfe, Kinder und Akte. Literaturillustrationen schuf er zu Werken von Ernst Barlach, Fritz Reuter, Bertolt Brecht, Fjodor Dostojewski und Thomas Mann.

### Ausstellungen
Er beteiligte sich an Kunstausstellungen von Amateuren in Plau, Lübz, Schwerin, Berlin, Bützow, Sternberg, Suhl, Frankfurt (Oder), Stralsund, Rostock und Bydgoszcz. Eigene Ausstellungen waren zu sehen in Plau, Lübz, Schwerin, Bützow, Sternberg, Parchim, Pritzwalk, Wittenberge, Waren (Müritz). Nach der Wende und friedlichen Revolution in der DDR folgte er Einladungen von Assel (Drochtersen), Bad Bevensen, Munster, Schneverdingen und Hamburg zu Ausstellungen.